# Miroslav Čabraja
Miroslav Čabraja (Slavonski Brod, 7. siječnja 1979.) je hrvatski kazališni glumac.

## Životopis
Klasičnu gimnaziju završio je u Pazinu, a 2008. godine diplomirao je na Umjetničkoj akademiji u Osijeku (preddiplomski studij, smjer gluma i lutkarstvo) s monodramom Antona Pavloviča Čehova "O štetnosti duhana". Iste godine postaje član ansambla drame HNK-a u Osijeku. Godine 2012. magistrirao je na Umjetničkoj akademiji u Osijeku i stekao zvanje: Magistar kazališne umjetnosti - akademski glumac i lutkar. Od veljače 2014. obnaša dužnost intendanta HNK u Osijeku, sve do svibnja 2015. Od svibnja 2015. do travnja 2019. ravnatelj je Drame HNK u Osijeku. Od lipnja 2019. u statusu je prvaka Drame HNK u Osijeku u kojem je odigrao mnoge velike uloge (Jago – "Othello", Krešimir Horvat – "Vučjak", Aurel – "Leda", Victor-Emanuel Chandebise, Poche – "Buba u uhu", Andraj – "Tri sestre"…),  a igrao je i izvan matične kuće, kako u kazalištima, tako i TV-serijama i reklamama. Bio je član Kulturnog vijeća Grada Osijeka od 2014. – 2018., a od 2018. do danas član je Kulturnog vijeća Osječko-baranjske županije, a također je i od 2018. član Organizacijskog odbora Osječkog ljeta kulture. Organizirao je i vodio mnoge lutkarske i glumačke radionice u osječkim osnovnim i srednjim školama. Dugi niz godina kontinuirano sudjeluje u najznačajnijim kulturnim manifestacijama u regiji, kao što su "Đakovački vezovi" i "Vinkovačke jeseni". Nominiran je za Nagradu hrvatskog glumišta za ulogu Gajeva u drami A.P. Čehova "Višnjik" u kategoriji sporedna muška uloga, a dobitnik je "Zlatnog studija", najveće medijske nagrade, za najboljeg kazališnog glumca 2021. godine. Aktivno govori engleski i talijanski jezik, a pasivno se služi njemačkim jezikom.

## Karijera

### Uloge u HNK u Osijeku
- Županić – "Zastave, barjaci, stjegovi" Miroslava Međimurca, r. Georgij Paro;
- Ljubibratić – "Šokica" Ilije Okrugića, r. Dražen Ferenčina;
- Buf – "Teaterdirektor" Ivana Ivice Krajača, r. Ivan Ivica Krajač;
- Marko – "Fragile!" Tene Štivičić, r. Snežana Banović;
- Mort – "Apartman" Neila Simona, r. Olivera Đorđević;
- Walter (tužna vrba) – "Opera za tri groša" Bertolta Brechta, r. Željko Vukmirica;
- Aurel – "Leda" Miroslava Krleže, r. Ivan Leo Lemo:
- Šjor Filicio – "Mala Floramy" , Ive Tjardovića, r. Nina Kleflin;
- Markica – "Prolaznici", Damira Petričevića, r. Borna Baletić;
- Graziano – "Mletački trgovac" Williama Shakespearea, r. Robert Raponja;
- Ante – "Sinovi umiru prvi" Mate Matišića, r. Zoran Mužić;
- Francek, Tito, Horvat – "Unterstadt" Ivane Šojat Kuči, r. Zlatko Sviben;
- Emil Čevrić – "Cijena sreće" Emira Hadžihafisbegovića, r. Emir Hadžihafisbegović;
- Kapetan Fregate – "Hotel slobodan promet" Georgea Feydaua, r. Sulejman Kupusović;
- Stiva – "Ana Karenjina" L. N. Tolstoja, r. Dora Ruždjak Podolski;
- Krešimir Horvat – "Vučjak" Miroslava Krleže, r. Zlatko Sviben;
- Žika – "Sumnjivo lice" Branislava Nušića, r. Olja Đorđević
- Doktor - "Moć zemlje" Janka Matka, r. Želimir Mesarić
- Andrej - "Tri sestre" A.P. Čehova, r. Nikola Zavišić
- Alfie – "Jedan čovjek, dva šefa" Richarda Beana, r. Radovan Marčić
- Joško Ficulin – "Vitez slavonske ravni" M. J. Zagorke, r. Dražen Ferenčina
- Tajnik Max – "Anđeli Babilona" Mate Matišića, r. Vinko Brešan
- Jago – "Othello" Williama Shakespearea, r. Damir Zlatar Frey
- Victor-Emanuel Chandebise, Poche – "Buba u uhu" Georgesa Feydeaua, r. Jasmin Novljaković;
- Trendo  - "Doljnjodravska obala" Drage Hedla, r. Zlatko Sviben

### Nastupi i uloge u drugim kazalištima
- Klaudije – "Rozenkrantz i Guildernstern su mrtvi" Toma Stopparda, r. Zlatko Sviben, Osječko ljeto kulture 2007.;
- Divlja svinja - "Ježeva kućica" Branka Ćopića, r. Saša Anočić, Dječje kazalište Branka Mihaljevića u Osijeku
- Princ – "Pepeljuga" Ane Tonković Dolenčić, r. Ivan Leo Lemo, Dječje kazalište Branka Mihaljevića u Osijeku 2008.;
- Nagg – "Završnica" Samuella Becketta, r. Zlatko Sviben, Osječko ljeto kulture 2009.;
- Boka – "Dječaci Pavlove ulice" Ferenca Molnara, r. Janos Szikora, Osječko ljeto kulture 2010.;
- Marijan – "Štajga" Ivane Šojat, r. Jasmin Novljaković;

### Serije
- "Novine 2", "Šutnja", "Blago nama", "Pogrešan čovjek"

### Režija
- "Bambi" Felixa Saltena u dramatizaciji i režiji Miroslava Čabraje i Mladena Vujčića, a u izvedbi Dječjeg kazališta "Branka Mihaljevića" iz Osijeka

## Filmografija

### Televizijske uloge
- "Sjene prošlosti" kao matičar (2024.)
- "Šutnja" kao Roko (2021.)
- "Mrkomir Prvi" kao Nerad (2021.)
- "Dnevnik velikog Perice" kao Tripče (2021.)
- "Blago nama" (2021.)
- "Na granici" kao Vojo (2019.)
- "Novine" kao Vlado Bubalo (2018.)
- "Odmori se, zaslužio si" kao Bobo (2013.)

### Filmske uloge
- "Meč" kao zatvorenik (2020.)

## Vanjske poveznice
- Miroslav Čabraja u internetskoj bazi filmova IMDb-u (engl.)